# غده بناگوشی
غدۀ بناگوشی (به انگلیسی: Parotid Gland) زیر و مقابل گوش‌ها قرار گرفته‌اند و تقریباً همه آسین‌های تشکیل دهنده آن سروزی هستند.بافت همبند بین‌لبولی در این غده حاوی چربی، پلاسماسل و لنفوسیت‌ها است. پلاسماسل‌ها مسئول ترشح پادتن می‌باشند که پس از بسته شدن به پروتئین‌های اتصالی ترشح‌شده از مجاری رابط و مخطط به حفرۀ دهانی منتقل می‌گردد. این غده‌ها مسئول ترشح ۲۵ درصد بزاق می‌باشند و ترشح‌های هر غده توسط مجرایی به مقابل دومین دندان مولار، در حفرۀ دهانی تخلیه می‌گردد. عفونت ویروسی این غده اوریون نامیده می‌شود. در بعضی از جانوران غدۀ بناگوشی ترشح‌کنندۀ ماده‌های سمّی است.

## کالبدشناسی
غدۀ بناگوشی که در امتداد لایه سطحی نیام عمقی گردن قرار دارد در مقابل زاویه آروارۀ زیرین ضخیم‌تر می‌شود و نوار زاویه‌ای (Angular tract) را پدید می‌آورد که بین غدۀ بناگوشی و غده ساب ماندیبولار فاصله می‌اندازد.
مجرای بناگوشی که از حاشیه قدامی آن شکل می‌گیرد بصورت عرضی از روی ماهیچه ماستر عبور می‌کند و با نفوذ در ماهیچه بوکسیناتور در مقابل دومین دندان آسیای بزرگ فک فوقانی به دهلیز دهان وارد می‌شود.

### همسایگان
مجاورات غده بناگوشی عبارتند از:
- - درجلو با ماهیچه ماستر، کنار خلفی راموس ماندیبول و ماهیچه پتریگوئید داخلی.
- - در عقب با کنار قدامی ماهیچه استرنو کلئیدو ماستوئید؛ و به صورت عمقی تر با ماهیچه استیلوهیوئید و بطن خلفی دیگاستریک.
- - در داخل با عضله استیلو گلوس و رباط استیلوهیوئید.

### تغذیۀ خونی غده
غده بناگوشی از انشعابات سرخرگی متعددی تغذیه می‌شود که عبارتند از:
- سرخرگ کاروتید خارجی (چون این سرخرگ از عمق غده به سمت بالا صعود می‌کند شاخه‌هایی نیز برای این غده از آن منتشر می‌شود).
- سرخرگ عرضی گونه (Transvers facei) یکی از شاخه‌های سرخرگ گیجگاهی سطحی است که در تغذیه بناگوشی نیز مؤثر است.
- سرخرگ گوشی خلفی (Posterior auricular a) که ضمن عبور به پشت لاله گوش انشعابات ظریفی به این غده می‌دهد.

فعالیت ترشحی بناگوشی نیز تحت تأثیر الیاف پاراسمپاتیک زوج ۹ اعصاب مغزی قرار دارد که در گانگلیون اوتیک پس عقده ای می‌شود در حالیکه حس عمومی آن از طریق عصب اوریکولوتمپورال (یکی از شاخه‌های عصب ماندیبولار) به هسته حسی زوج ۵ منتقل می‌شود.
عناصر عروقی عصبی مجاور با بناگوشی:
عصب چهره‌ای یکی از عناصری است که مجاورت بسیار نزدیکی با غده بناگوشی پیدا می‌کند و در بخشی از مسیر خود از ضخامت بناگوشی می‌گذرد. تنه این عصب با خروج از سوراخ استیلوماستوئید در بناگوشی منتشر می‌شود و شاخه‌های آن با مشخصات ذیل از حاشیه قدامی بناگوشی ظاهر شده و در ناحیه صورت گسترش می‌یابند.
- شاخه گیجگاهی که به سمت بالا صعود می‌کند و در ناحیه گیجگا هی و حد طرفی پیشانی  منتشر می‌شود و به عضلاتی از قبیل عضله حلقوی چشم و پیشانی پس سری عصب می‌دهد.
- شاخه زیگوماتیک که وارد ناحیه گونه شده و در عضلاتی مانند زیگوماتیک ماژور و مینور و عضلات محدوده لب فوقانی منتشر می‌شود.
- شاخه بوکال که تقریبأ بصورت عرضی و در مسیر مجرای بناگوشی از روی ماهیچه ماستر می‌گذرد و وارد ماهیچه بوکسیناتور می‌شود.
- شاخه حاشیه‌ای فک (مارژینال ماندیبولار) که در حاشیه فک پیش می‌رود و به عضلاتی که پائین‌تر از لب تحتانی قرار دارند عصب می‌دهد.
- شاخه گردنی (سرویکال) که وارد ناحیه گردن می‌شود و به ماهیچه پلاتیسما عصب می‌دهد (این شاخه از عصب چهره‌ای معمولاً با عصب عرضی گردن ارتباط پیدا می‌کند).

سیاهرگ عقب فکی (Retromandibular v) یکی دیگر از عناصری است که عمقی تر از شاخه‌های عصب چهره‌ای بصورت نزولی از عمق بناگوشی می‌گذرد و عمیق‌تر از آن سرخرگ کاروتید خارجی است که تا گردن کندیل ماندیبول صعود می‌نماید.

### سرخرگ‌های تغذیه‌کنندۀ ناحیۀ صورت
سرخرگ چهره‌ای:
این سرخرگ عمده‌ترین عامل تغذیه کننده عناصر سطحی و نسوج ناحیه صورت است که از محل انشعاب آن از کاروتید خارجی تا انتها ی آن شاخه‌های متعددی از آن منشعب می‌شود.
الف - شاخه‌های تحت فکی سرخرگ چهره‌ای:
- سرخرگ کامی بالارونده (Ascending palatin A) که ضمن انشعاب از سرخرگ چهره‌ای در جدار طرفی حلق صعود می‌کند و در لوزه کامی و جدار حلق  منتشر می‌شود.
- شاخه ساب منتال انشعاب دیگری است که در مسیر عبور سرخرگ چهره‌ای از ناودانی که در حد فوقانی غده ساب ماندیبول ایجاد شده‌است. از این سرخرگ جدا می‌شود و تا مثلث ساب منتال پیش می‌رود.

ب - شاخه‌های ناحیه صورت سرخرگ چهره‌ای:
سرخرگ چهره‌ای بعد از اینکه از حاشیه ماندیبول با یک پیچ تند بر روی جسم فک قرار می‌گیرد در لابلای عضلات حالت دهندهء صورت به شکل مورب و مارپیچ از مجاورت گوشه لب می‌گذرد و تا گوشه داخلی پلکها صعود می‌نماید. شاخه‌هایی که در این مسیر از آن منشعب می‌شود عبارتند از:
- سرخرگ لبی تحتانی که در ماهیچه‌ها و بافت‌های لب زیرین منتشر می‌شود.
- سرخرگ لبی فوقانی که به لب فوقانی وارد می‌شود و از آن انشعاب کوچکتری برای آناستوموزهای سپتوم بینی منشعب می‌شود.
- ادامه سرخرگ چهره‌ای که در مجاورت حد طرفی بینی صعود می‌نماید تحت عنوان سرخرگ زاویه ای (Angular a) تا گوشه داخلی پلک بالا می‌رود و با یکی از انشعابات سرخرگ افتالمیک که‌از حفره اوربیت خارج شده‌است آناستوموز می‌کند (آناستوموز بین شاخه ای از کاروتید خارجی و داخلی).